# Anse au Poulamon
Anse au Poulamon – zatoka (ang. cove, fr. anse) zatoki Cape Auguet Bay w kanadyjskiej prowincji Nowa Szkocja, w hrabstwie Richmond; nazwa urzędowo zatwierdzona 16 czerwca 1976.